# 拉德布鲁赫公式
拉德布鲁赫公式（德語：Radbruchsche Formel）是由德国法学教授与政治人物古斯塔夫·拉德布鲁赫在1946年的论文中第一次提出的公式。根据这一理论，法官遭遇正义与法律有效性之间的冲突时只有在法规背后的法律内容看上去有“难以容忍的裁决”；或者在法律面前对人权的“刻意忽视”的问题的法律内容时要决定反对应用法规。
拉德布鲁赫公式根植于歐陸法系的形式。被认为是对拉德布鲁赫在纳粹德国司法体系中的经历的反击，并被联邦德国多次用于法院审判。根据一些作者，第一次包含这一理论的拉德布鲁赫论文《Gesetzliches Unrecht und übergesetzliches Recht》（法律的不法与超法律之法）被认为是20世纪最具影响力的法律哲学著作之一。

## 形成及内容
二战之前，拉德布鲁赫似乎全盘支持法律实证主义，这一思想要求在法律和伦理之间划出严格的分界。因此，法官要应用成文法（也就是法规）而没有例外。第三帝国的经历（当时身为教授的拉德布鲁赫被禁止教学）似乎改变了拉德布鲁赫的观点。二战结束后不久，拉德布鲁赫在一篇1946年的论文中第一次提出了他的公式：
摘录：
摘录（翻译）：正义与法安定性之间的冲突可以这样来解决：由国家权力所颁布和保障实施的实证法应当得到优先适用，即使其內容是不正義且欠缺合目的性，除非它有悖于正义的程度令人难以忍受，以至于實證法（法律）作為“不正之法”必須讓位給正義。要在制定法的不法與儘管在內容上不正確但仍然有效的法律之間畫出一條明確的界線是不可能的。不过，有一条界线还是十分明確的，当正义被完全置若罔闻的时候，當正义之核心要素——平等——在制定實證法時被有意識的否認。此時該制定法就不只是“不正之法”，而根本就不是法律。因为人們根本就沒有辦法以另外的方式去界定作為秩序與規章的法，包括實證法，其意義在于服务于正义。
拉德布鲁赫在他的著作《Vorschule der Rechtsphilosophie》（法律哲学初階，在他去世后出版）一书中重申了他的观点。

## 在法庭中的采纳
德国联邦宪法法院和最高法院都多次应用了拉德布鲁赫公式。第一次在审判中的表现是在有关纳粹的罪行上。被告人依据在他们上台的时期有效的法规辩称他们所做所为是合法的。法庭利用拉德布鲁赫的公式反驳称那些首先不能称之为法律的部分法规是相当令人难以容忍的，并且因此不能用以辩护他们的行为。近期拉德布鲁赫公式又被应用于对奉命守卫两德边界的东德士兵的审判。
但拉德布鲁赫公式在理论上亦非没有争议。同时，其在法律实践中的应用，特别是柏林墙守卫案中德国联邦宪法法院以之为理由拒绝被告以东德法律为依据的抗辩，被申诉到了欧洲人权法院（ECtHR）。该院尽管没有支持士兵的申诉，却并未采纳拉德布鲁赫公式的论证进路。